# 加列尼半島

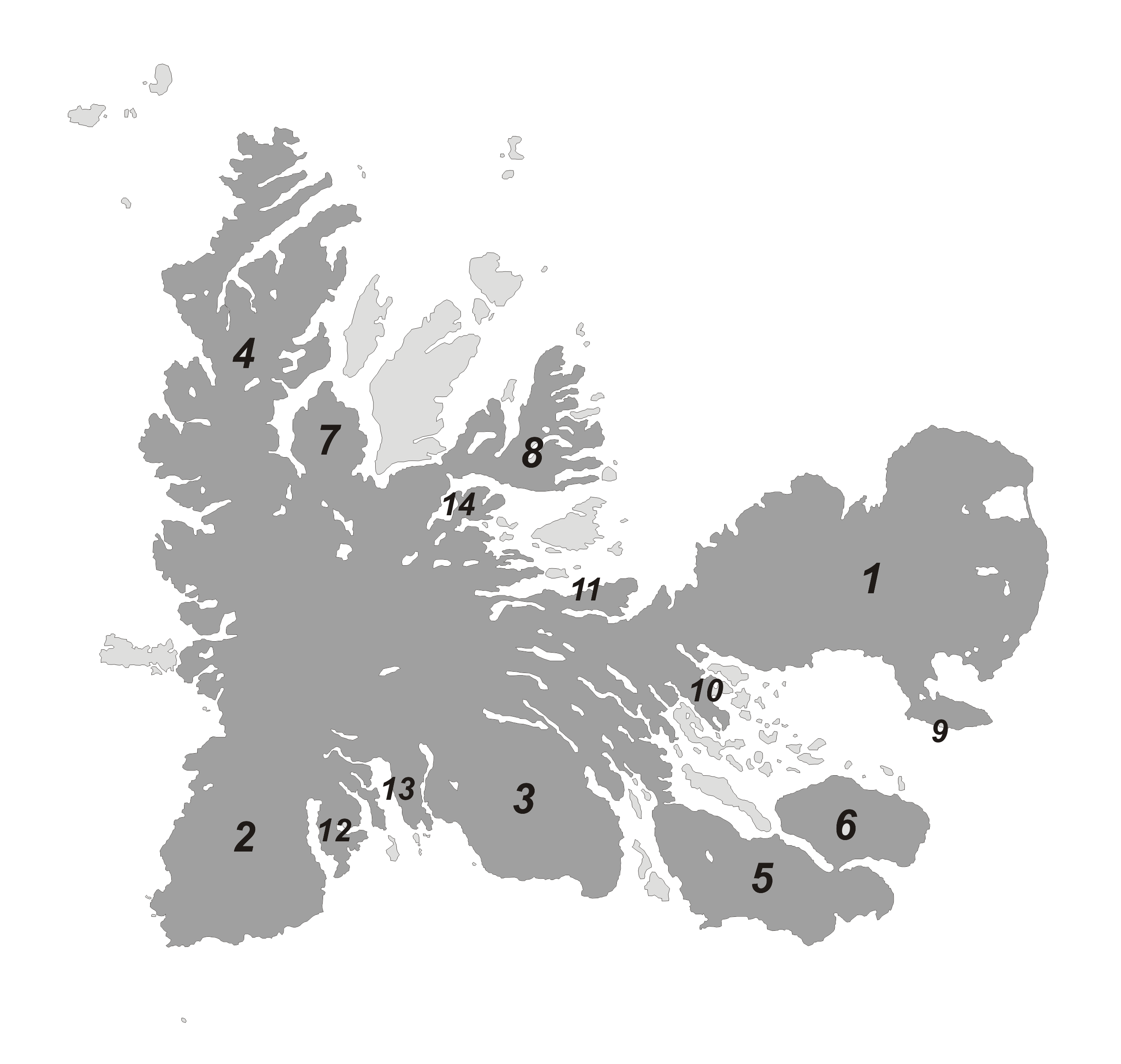

'加列尼半島（法語：Péninsule Gallieni），是南極洲的半島，位於凱爾蓋朗群島，處於格蘭德特雷島西南部和東南部，最高點海拔高度1,850米，由法屬南部領地負責管轄。